# Sonate K. 96
Pour les articles homonymes, voir K96.
La sonate K. 96 (F.62/L.465) en ré majeur est une œuvre pour clavier du compositeur italien Domenico Scarlatti.

## Présentation
La sonate en ré majeur K. 96, l'une des plus jouées, est célèbre par la diversité de ses thèmes. Scarlatti s'y montre totalement libéré de la forme de danse, binaire et symétrique et fait preuve d'une « incomparable fantaisie et spontanéité ». Elle est parfois sous-titrée « La chasse » en raison de la sonnerie de cors de l'ouverture, et parfois nommée Gigue (c'est sous ce titre qu'elle apparaît dans les Classiques favoris du piano, de même que les sonates K. 159 et K. 523).
Ces caractéristiques de facture font regrouper cette œuvre et les sonates des volumes de 1742 (XIV) et 1749 (XV) de Venise, dans ce que Kirkpatrick nomme « la période flamboyante », qui comprend notamment les Sonates K. 43 à 57, 115 et 116, à la forme très dynamique et d'une « richesse intérieure » sans commune mesure avec les Essercizi, dont la forme est relativement simple et la richesse plutôt « extérieure ».
Le même musicologue classe cette œuvre dans le type « sonate ouverte », puisque le matériel thématique de la première partie n'est pas réemployé pour la seconde. Il précise qu'elle est ouverte, mais également libre, c'est-à-dire que, tout en négligeant celui de l'ouverture, elle mélange son matériel thématique avec un nouveau.
Comme dans la sonate K. 491, le compositeur fait usage d'un effet d'imitation en appels de trompette. C'est par une ouverture que débute la pièce et une cadence à la dominante. Après les cuivres, succède un accompagnement de mandoline et même de castagnettes. Chaque partie se termine par un tutti, précédé par une séquence polyphonique.
Techniquement la sonate réserve des sauts difficiles (mesures 78 et 165 et suivantes) et des notes répétées où l’auteur réclame un mutandi i deti (« changement de doigt »), indication que l'on retrouve dans les sonates K. 202 et 211.
Suivant le manuscrit de Parme, il est possible qu'elle forme une paire avec la fugue K. 41, qui clôt le recueil.

## Manuscrits
Le manuscrit principal est le numéro 6 du volume XV de Venise (1749), copié pour Maria Barbara ; l'autre étant Parme III 29.

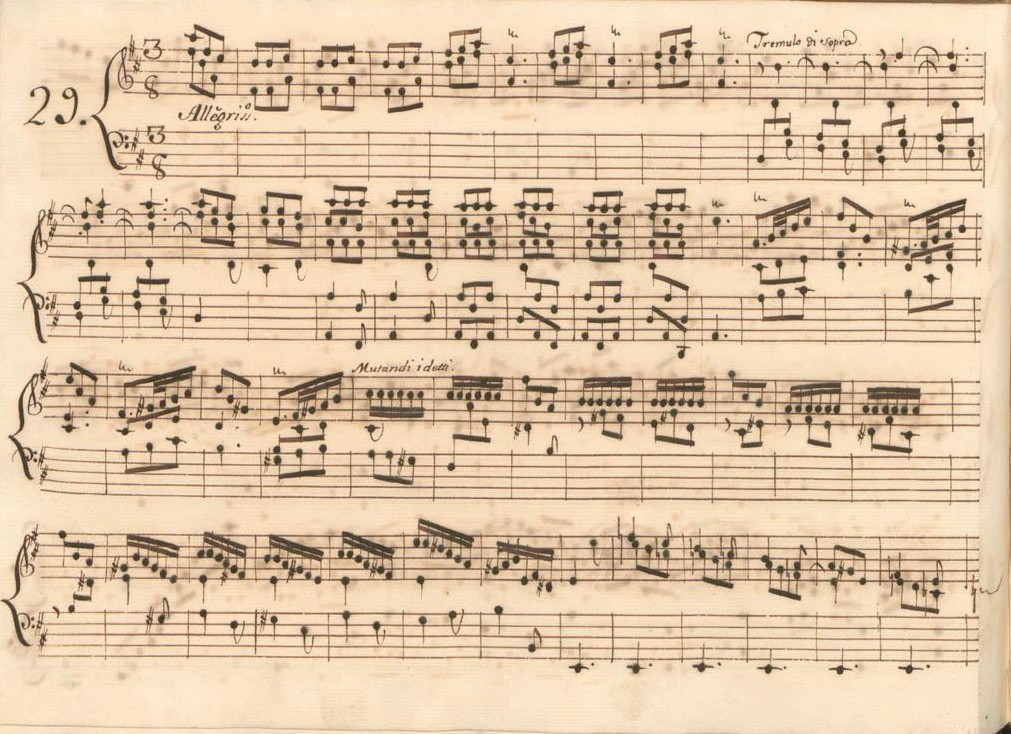
Parme III 29.
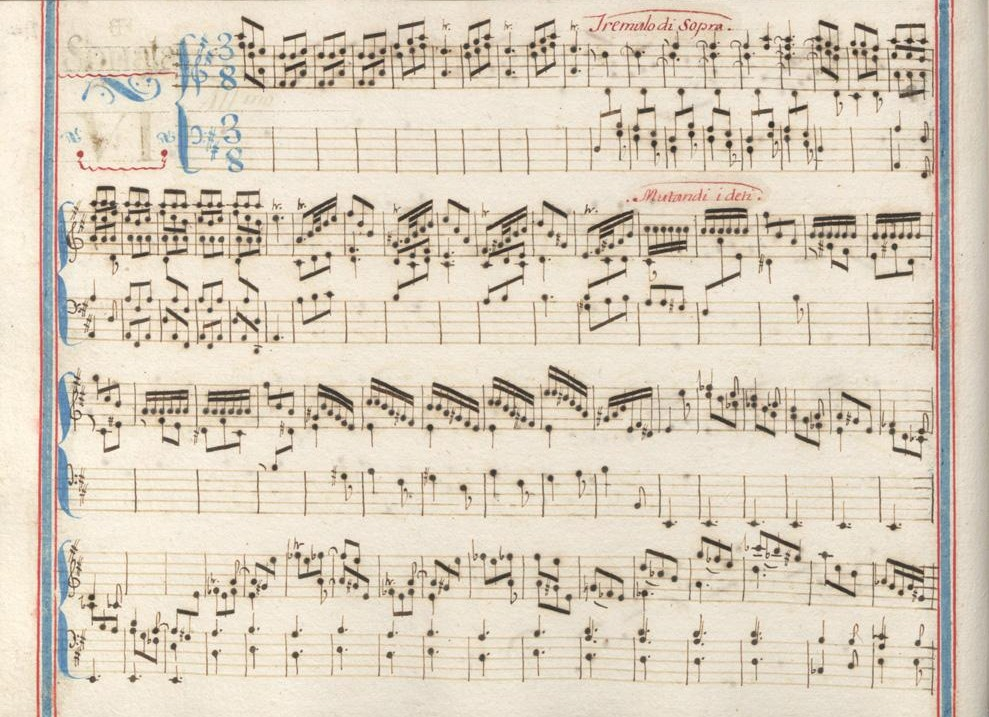
Venise XV 6.
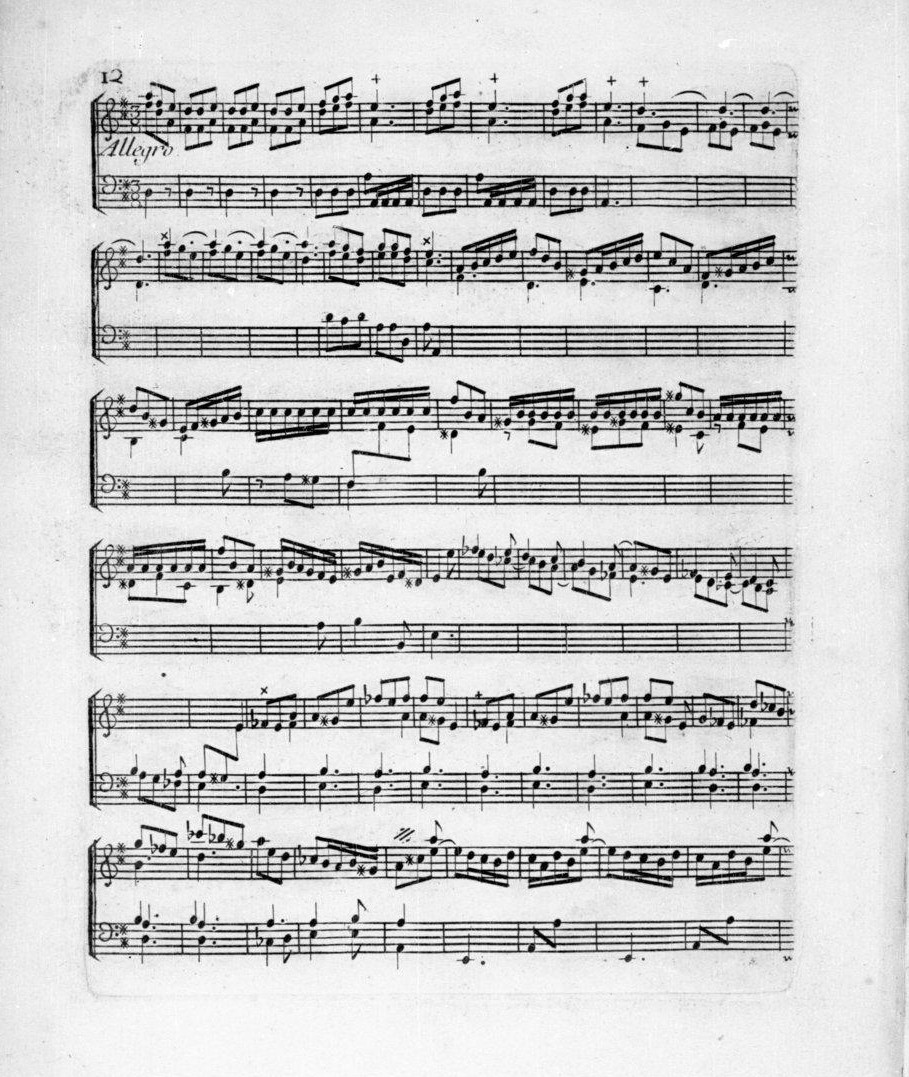
Édition Boivin, vers 1742.

## Interprètes
Les grands interprètes de la sonate K. 96 au piano sont Robert Casadesus (1937, EMI), Carlo Zecchi (1937, Cetra), Arturo Benedetti Michelangeli (1943), Madeleine de Valmalète (Tahra), Marcelle Meyer (novembre 1954), Vladimir Horowitz (1964, Sony), mais aussi Danielle Laval (1976, EMI), Anne Queffélec (1979, Erato), Christian Zacharias (1979, EMI), Mikhaïl Pletnev (1994, Virgin/Erato), Ivo Pogorelich (DG), Valerie Tryon (2000, APR), Andrew Tyson (2019, Alpha 546) et Hikari Fukuda (2025, OMF).
Au clavecin, elle est enregistrée par Wanda Landowska (1934), Huguette Dreyfus (1967, Valois), Rafael Puyana (1984, Harmonia Mundi), Scott Ross (1985, Erato), Robert Wooley (1987, EMI), Andreas Staier (1992, DHM) et bien d'autres.

## Sources
: document utilisé comme source pour la rédaction de cet article.
- Ralph Kirkpatrick (trad. de l'anglais par Dennis Collins), Domenico Scarlatti, Paris, Lattès, coll. « Musique et Musiciens », 1982 (1re éd. 1953 (en)), 493 p. (OCLC 954954205, BNF 34689181), p. 189, 238.
- Alain de Chambure, « Domenico Scarlatti : Intégrale des sonates — Scott Ross », p. 183, Erato (2564-62092-2), 1985 (OCLC 891183737) .
- Guy Sacre, La musique pour piano : dictionnaire des compositeurs et des œuvres, vol. II (J-Z), Paris, Robert Laffont, coll. « Bouquins », 1998, 2425 p. (ISBN 978-2-221-08566-0).
- (en) Carlo Grante, « Domenico Scarlatti, intégrale des sonates pour clavier (vol. 2) », Music & Arts (CD-1291), 2009 (OCLC 840087257) .